# 25.º Jamboree Scout Mundial
El 25.º Jamboree Scout Mundial fue una gran reunión de escultismo, realizado del 1 al 12 de agosto del año 2023 en Saemangeum, Jeolla del Norte, Corea del Sur, organizada por la Asociación Scout de Corea con el tema "Dibuja tu sueño". Asistieron alrededor de 43.000 participantes de 158 países.
Los dos países candidatos para el World Jamboree de 2023 fueron Polonia y Corea del Sur. La Organización Mundial del Movimiento Scout iba a seleccionar el país que lo organizaría en 2014 en la cuadragésima Conferencia Scout en Liubliana, Eslovenia, pero esto fue pospuesto después de que ambos candidatos todavía hicieran ofertas.
En el 16 de agosto de 2017, en la cuadragésima primera Conferencia en Bakú, Azerbaiyán, la Organización Mundial del Movimiento Scout anunció que el 25.º Jamboree Scout Mundial sería organizado en Corea del Sur.
Esta es la segunda vez que Corea del Sur lleva a cabo un Jamboree Scout Mundial. en 1991, el 17° Jamboree Mundial Scout se realizó con éxito Goseong, Gangwon-do con 19.093 participantes de 135 países bajo el lema "Muchas tierras, un mundo". Otras naciones ha realizado varios Jamboree Scout Mundial, estos son: Reino Unido (cuatro veces; 1920 , 1929 , 1957 y 2007 ), Estados Unidos (dos veces; 1967 y 2019 (coorganizado con Canadá y México)), Japón (dos veces; 1971 y 2015 ), Canadá (tres veces; 1955 , 1983 y 2019 (coorganizado con México y Estados Unidos)), Países Bajos (dos veces; 1937 y 1995 ).

## Propuestas de los candidatos
Tanto el ZHP (Polish Scouting and Guiding Association) y Korea Scout Association se ofrecieron para llevar a cabo el 25.º Jamboree Scout mundial.
El eslogan propuesto por la Asociación Polaca de Scouts y Guías (APSG) o en polaco ZHP fue «Sé el destello». La ciudad de Gdansk apoyó que el Jamboree fuera celebrado allí e, incluso, el alcalde de la ciudad (Paweł Adamowicz) escribió un artículo en el Huffington Post detallando por qué Gdansk era la ciudad ideal.
La Korea Scout Association está buscando albergar el jamboree para celebrar su centenario, que tendrá lugar en el 2022. La ciudad propuesta para el jamboree es Saemangeum, y su eslogan es «Dibuja tus sueños». un mensaje que representa la voluntad de aceptar las ideas y opiniones de la juventud, además de crear una oportunidad para hacer realidad sus sueños durante esta celebración.

## Jamboree Scout Europeo 2020
En respuesta, Scouts de casi 30 países europeos solicitaron a la Polish Scouting and Guiding Association que considere organizar la European Scout Jamboree 2020, que tendrá lugar en Gdansk, Polonia, y está en proceso de planeamiento. En abril de 2020, el Jamboree se pospuso y se reprogramó para que tuviera lugar en agosto de 2021 debido a la pandemia de COVID-19 en curso.  En noviembre de 2020, el equipo ejecutivo y el equipo de planificación del Jamboree tomaron la decisión de cancelar el Jamboree en 2021. La decisión se tomó después de que el número de participantes registrados cayera por debajo del mínimo necesario de 10,000, así como más riesgos relacionados con COVID-19. El resultado de esto significó que no era financieramente viable para el Jamboree seguir adelante y finalmente condujo a la cancelación total

## Programa
En el 25° Jamboree Scout Mundial van a existir 5 programas pilares que componen el jamboree; Escultismo como forma de vida, Ciencia y tecnología, Sostenibilidad, Seguridad, ACT: Aventura, Cultura y Tradición.
1. Escultismo como forma de vida: Se refiere a actividades que permiten a los participantes desarrollar liderazgo y habilidades para la vida a través de actividades Scouts, desafiar su percepción sobre problemas globales y alentarlos a convertirse en ciudadanos activos. Incorpora los valores, métodos y énfasis actual del Movimiento Scout en relación con la educación para la ciudadanía mundial y la educación para el desarrollo sostenible.

1. Ciencia y Tecnología: Se refiere a actividades que presentan la última tecnología, desde robótica hasta realidad virtual, con una corriente de programas de ciencia, tecnología, ingeniería y matemáticas (STEM).

1. Sostenibilidad: Se refiere a actividades de educación y concientización para prevenir y responder a enfermedades transmisibles, desastres naturales y otras emergencias. También exhibirá los diversos programas de educación sobre seguridad de la Asociación Scout de Corea. Estos tienen como objetivo mejorar la capacidad de los participantes para responder al peligro y contribuir como respondedores en emergencias.

1. Seguridad: Se refiere a las actividades de educación y sensibilización sobre los Objetivos de Desarrollo Sostenible de las Naciones Unidas y los métodos para que los participantes puedan actuar como mensajeros de paz y promover el desarrollo sostenible en sus respectivas comunidades.

1. ACT: Aventura, Cultura y Tradición: Se refiere a varias actividades de aventura que presentan el medio ambiente y diversos terrenos alrededor de Saemangeum, incluidas las montañas y los ríos, intercambios interculturales para experimentar lo mejor de la cultura y la tradición coreana, desde la música K-pop hasta la comida Bibimbap. el alfabeto hangul y otros.

## Lugar del evento
Saemangeum, una llanura de marea estuarina en la costa del Mar Amarillo en Corea del Sur, se está convirtiendo en un área de jamboree espaciosa, brindando a los jóvenes Scouts de todo el mundo la oportunidad de perseguir sus esperanzas y sueños durante el Jamboree. El camping es llano, tiene vistas al mar por un lado y tiene vistas a las montañas. Está situado cerca del Parque Nacional Byeonsanbando (Península de Byeonsan) ubicado en la costa oeste de Jeollabuk-do . El sitio tiene aproximadamente 8.8 km 2y se extiende sobre un amplio terreno que mide 6,2 km X 1,7 km (basado en los puntos más largos).
Cabe destaca que una vez que se haya completado el Jamboree, se creará un Centro Scout permanente en el sitio donde se va a realizar la 25° Jamboree Scout Mundial.